# Mammillaria lanata
Mammillaria lanata là một loài thực vật có hoa trong họ Cactaceae. Loài này được Orcutt mô tả khoa học đầu tiên.